# Giorgio Casati
Giorgio Casati (* 3. April 1954) ist ein ehemaliger italienischer Radrennfahrer.

## Sportliche Laufbahn
Casati war im Straßenradsport aktiv. Er gewann die Eintagesrennen Coppa San Geo und Mailand–Busseto 1976 sowie die Trofeo Cesab 1980, das Etappenrennen Ruban granitier Breton 1980 vor Jan Krawczyk mit einem Etappensieg. Etappensiege holte er in der Internationale Friedensfahrt 1978, in der  Settimana Ciclistica Lombarda 1979 und im Giro della Valle d’Aosta 1980. Zweiter wurde er bei Mailand–Tortona 1980 und Dritter bei Vicenca–Bionde 1976. Casati blieb während seiner Laufbahn Amateur. In der Internationalen Friedensfahrt startete er zweimal. 1978 wurde er 23. und 1980 ebenfalls 23.